# WWF International Heavyweight Championship
Die WWF International Heavyweight Championship war ein kurzlebiger Schwergewichtstitel der World Wrestling Federation (WWF, heute: WWE), der neben der WWF auch von Capitol Wrestling Corporation, New Japan Pro-Wrestling und der Universal Wrestling Federation anerkannt wurde.
Er wurde erstmals von der Capitol Wrestling Corporation eingeführt, entweder 1949 oder erst im Juli 1959, als Antonino Rocca Buddy Rogers besiegen durfte. Er wurde 1963 für vakant erklärt und verschwand daraufhin. Dementsprechend ist die erste Titelregentschaft entweder 5 oder 15 Jahre lang.
1982 kehrte der Titel als Joint Venture zwischen New Japan Pro Wrestling und der WWF zurück. Erster Titelträger wurde Toni Parisi, wobei unklar ist, wie er zu dem Titel kam. Nachdem WWF und NJPW ihre Zusammenarbeit beendeten, wurde auch der Titel eingestellt.

## Liste der Titelträger
| Nr. | Titelträger      | Regent- schaft | Tage      | Datum               | Ort            | Veranstaltung            | Anmerkungen |
| --- | ---------------- | -------------- | --------- | ------------------- | -------------- | ------------------------ | --- |
| 1   | Antonino Rocca   | 1              | unbekannt | 1949 oder Juli 1959 | New York, NY   | Houseshow                | Die genauen Umstände des Titelgewinns sind unbekannt. Sicher ist, dass er Buddy Rogers besiegen durfte. |
| —   | Deaktiviert      | —              | —         | —                   | —              | —                        | Zunächst für vakant erklärt, dann eingestellt. |
| 2   | Tony Parisi      | 1              | unbekannt | 15. Juni 1982       | Buffalo, NY    | Houseshow                | Die Umstände des Titelgewinns sind unbekannt. |
| 3   | Gino Brito       | 1              | unbekannt | 18. August 1982     | Buffalo, NY    | Houseshow                | |
| 4   | Tatsumi Fujinami | 1              | 216       | 30. August 1982     | New York, NY   | WWF on MSG Network       | |
| 5   | Riki Choshu      | 1              | 123       | 3. April 1983       | Tokio, Japan   | Big Fight Series II 1983 | [ 3 ] |
| 6   | Tatsumi Fujinami | 2              | 234       | 4. August 1983      | Tokio, Japan   | Summer Fight Series 1983 | Fujinami gewann den Titel per Count-Out und akzeptierte ihn deshalb zunächst nicht. Ein geplantes Rematch in Calgary, Kanada eine Woche später musste abgesagt werden, da Choshu nicht einreisen durfte. Der Titel wurde Fujinami daher zugesprochen. |
| 7   | Akira Maeda      | 1              | unbekannt | 25. März 1984       | New York, NY   | All American Wrestling   | Maeda besiegte Pierre Lefebvre in einem Match um den Titel, der für Hisashi Shinmas Universal Wrestling Federation nach deren Abspaltung von der NJPW erneut geschaffen wurde. Dementsprechend wird Maeda nicht als Champion anerkannt.               |
| 8   | Tatsumi Fujinami | 3              | unbekannt | 5. Juli 1985        | unbekannt      | Houseshow                | Die Umstände des Titelgewinns sind unbekannt. |
| —   | Titel vakant     | —              | —         | 19. Juli 1985       | Sapporo, Japan | Houseshow                | Fujinami legte den Titel nach einer Doppeldisqualifikation gegen Super Strong Machine nieder. |
| —   | Deaktiviert      | —              | —         | 31. Oktober 1985    | —              | —                        | Der Titel wurde eingestellt, nachdem NJPW und WWF ihre Zusammenarbeit beendeten. |